# Шибугамо (Квебек)
Шибугамо (фр. Chibougamau) је град у Канади у покрајини Квебек. Према резултатима пописа 2011. у граду је живело 7.541 становника.

## Становништво
Према резултатима пописа становништва из 2011. у граду је живело 7.541 становника, што је за 0,3% мање у односу на попис из 2006. када је регистровано 7.563 житеља.
| 2006. | 2011. |
| ----- | ----- |
| 7.563 | 7.541 |